# Paguroidea
I paguri (Paguroidea Latreille, 1802) sono una superfamiglia di crostacei decapodi.

## Tassonomia
- Coenobitidae Dana, 1851
- Diogenidae Ortmann, 1892
- Paguridae Latreille, 1802
- Parapaguridae Smith, 1882
- Pylochelidae Bate, 1888
- Pylojacquesidae McLaughlin & Lemaitre, 2001